# Разъезд 17 (Атырауская область)
Разъезд 17 (каз. рзд.17) — разъезд в Исатайском районе Атырауской области Казахстана. Входит в состав Аккистауского сельского округа. Код КАТО — 234230300.

## Население
В 1999 году население разъезда составляло 408 человек (224 мужчины и 184 женщины). По данным переписи 2009 года, в разъезде проживало 388 человек (205 мужчин и 183 женщины).